# Metrocolor
Metrocolor était une marque déposée utilisée par la Metro-Goldwyn-Mayer pour les films traités dans leur laboratoire. Il ne s'agit pas d'un procédé de développement spécifiquement inventé, les laboratoires travaillaient sur le procédé Kodak Eastmancolor.

## Laboratoires

### Culver City
Les principaux laboratoires de développement Metrocolor étaient situés à Culver City dans les studios de la Metro-Goldwyn-Mayer (maintenant Sony Pictures Studios), dans le bâtiment dédié à Frank Capra.

### Londres
Le laboratoire Metrocolor de Londres a fermé en 2000 à la suite de la fusion avec Technicolor.